# Décès en août 2011
Décès
- 2007
- 2008
- 2009
- 2010
- 2011
- 2012
- 2013
- 2014
- 2015

Pour une information complémentaire, voir la page d'aide.

## Août 2011
| Date     | Nom                                   | Activités | Âge | Source |
| -------- | ------------------------------------- | --- | --- | --- |
| 1er août | Stan Barstow (en)                     | Romancier britannique. | 83  | (en) |
| 1er août | Léo Figuères                          | Homme politique français, écrivain (essayiste). | 93  | |
| 1er août | Florentina Gómez Miranda (en)         | Avocate, professeur et personnalité politique argentine, défendant les droits des femmes. | 99  | (es) |
| 1er août | Janna Prokhorenko                     | Actrice russe (La Ballade du soldat; reçue « Artiste du peuple de l'URSS »). | 71  | (ru) |
| 2 août   | Baruj Benacerraf                      | Professeur-chercheur américain en immunologie, co-lauréat du Nobel de médecine 1980. | 90  | (en) |
| 2 août   | Ralph Berkowitz (en)                  | Musicien américain (instrumentiste, arrangeur, compositeur, administrateur) et peintre. | 100 | (en) |
| 2 août   | Andreï Kapitsa                        | Géographe et géologue russe (découvreur du lac Vostok, en Antarctique). | 80  | |
| 2 août   | Nikolaï Kutuzov                       | Chef de chœur russe (reçu « Artiste du peuple de l'URSS »). | 85  | (ru) |
| 2 août   | Jeanne Landry                         | Pianiste et compositrice canadienne québécoise, prix d'Europe 1946, professeur émérite (Université Laval). | 89  | |
| 2 août   | Attilio Pavesi                        | Cycliste italien, devenu argentin (doyen des champions olympiques). | 100 | |
| 2 août   | Venere Pizzinato                      | Supercentenaire italienne, « doyenne européenne » et « troisième en âge au monde » à son décès. | 114 | |
| 3 août   | Rudolf Brazda                         | Né en France de parents Allemands, puis considéré Tchèque, naturalisé Français, dernier survivant probable des « triangle rose » (déportés par les Allemands en camp de concentration pour homosexualité).                              | 98  | Têtu.com, « Rudolf Brazda, le dernier des « Triangles roses », est mort », sur Rue89, nouvelobs.com, 4 août 2011 |
| 3 août   | Annette Charles                       | Actrice américaine (Cha Cha DiGregorio dans Grease). | 63  | |
| 3 août   | Louis Derbré                          | Sculpteur français. | 85  | |
| 3 août   | Réjean Duc Dufour                     | Marin puis motocycliste canadien québécois, concepteur pour Harley-Davidson. | 63  | |
| 3 août   | Li Lienfung                           | Chimiste et écrivaine chinoise puis singapourienne. | 88  | |
| 3 août   | Ray Patterson                         | Basketballeur américain. | 89  | (en) |
| 3 août   | Nikolaï Petrov                        | Pianiste russe (reçu « Artiste du peuple de l'URSS »). | 68  | (ru) |
| 3 août   | Bubba Smith                           | Footballeur américain, puis acteur (Police Academy). | 66  | |
| 4 août   | Naoki Matsuda                         | Footballeur japonais. | 34  | (en) |
| 4 août   | Conrad Schnitzler                     | Musicien allemand (krautrock, électro). | 74  | (en) |
| 4 août   | Erika Thijs                           | Femme politique belge flamande, sénatrice. | 51  | (nl) |
| 5 août   | Andrzej Lepper                        | Homme politique polonais. | 57  | |
| 5 août   | Francesco Quinn                       | Acteur italo-américain (fils d'Anthony Quinn). | 48  | (en) |
| 6 août   | Kuno Klötzer                          | Joueur puis entraîneur de football allemand (1953-1982). | 89  | (de) |
| 6 août   | Tony Krantz                           | Attachée de presse française. | 68  | |
| 6 août   | Maurice Minne                         | Homme politique belge. | 69  | |
| 6 août   | Fe del Mundo                          | Pédiatre Philippines, première étudiante admise à la Harvard Medical School (reçue National Scientist of the Philippines). | 99  | (en) |
| 6 août   | Roman Opałka                          | Peintre franco-polonais. | 79  | |
| 6 août   | Hélène Rochas                         | Femme d'affaires (dirige la maison Rochas, de 1955 à 1971). | 84  | |
| 6 août   | Henri Tisot                           | Acteur, humoriste et imitateur français. | 74  | |
| 7 août   | Charlie Bauer                         | Révolutionnaire français d'extrême-gauche, qui fut ami et complice de Jacques Mesrine. | 68  | |
| 7 août   | Philippe Bruneau                      | Accordéoniste-compositeur québécois. | 76  | |
| 7 août   | Joseph Candolfi                       | Évêque auxiliaire suisse catholique émérite de Bâle. | 89  | |
| 7 août   | Cornelius Elanjikal (en)              | Archevêque indien catholique émérite de Varapuzha (Verapoly), au Kerala. | 92  | (en) |
| 7 août   | Harri Holkeri                         | Homme politique finlandais, premier ministre de Finlande de 1987 à 1991, directeur de la Mission d'administration intérimaire des Nations unies au Kosovo en 1999, président de l'Assemblée générale des Nations unies de 2000 à 2001). | 74  | |
| 7 août   | Pierre-Just Marny                     | Recordman des détenus de France (48 ans faits), surnommé « la Panthère noire ». | 68  | |
| 7 août   | Paul Meier                            | Biostatisticien américain (estimateur de Kaplan–Meier). | 87  | (en) |
| 7 août   | Nancy Wake                            | Australienne, mariée à un Français (1939) et membre de la Résistance française (1940-1944). | 98  | (en) |
| 8 août   | Charles Ehrmann                       | Homme politique français. | 99  | |
| 8 août   | Hervé de Fontmichel                   | Homme politique français. | 75  | |
| 8 août   | Hughette Proulx                       | Journaliste québécoise, chroniqueuse et animatrice de radio et de télévision. | 88  | |
| 8 août   | Federico Richter Fernandez-Prada (en) | Archevêque péruvien émérite de Ayacucho o Huamanga. | 89  | (en) |
| 9 août   | François Cacheux                      | Sculpteur français. | 88  | |
| 9 août   | Jeanne Carroll (de)                   | Chanteuse américaine de blues. | 80  | (en) |
| 9 août   | Adolphe-Marie Hardy                   | Évêque catholique français émérite de Beauvais, Noyon et Senlis (Oise). | 91  | |
| 10 août  | Moraíto Chico                         | Guitariste espagnol de flamenco. | 54  | |
| 10 août  | Arnaud Desjardins                     | Réalisateur français (ORTF, de 1952 à 1974) et essayiste (traditions spirituelles orientales). | 86  | |
| 10 août  | Oldřich Machač                        | Hockeyeur tchèque (1964-1982). | 65  | (en) |
| 11 août  | Agustín Romualdo Álvarez (en)         | Évêque catholique espagnol, vicaire apostolique émérite de Machiques, dans l'État de Zulia, au Venezuela. | 88  | (en) |
| 11 août  | Jean Kiffer                           | Médecin, maire d'Amnéville, Moselle (de 1965 à 2011). | 75  | |
| 11 août  | Jani Lane                             | Chanteur, leader du groupe Warrant (1986-1993, 1994-2004, 2008). | 47  | (en) |
| 11 août  | Serge Tarassioux                      | Homme politique français, maire PCF de Pierre-Bénite depuis 2009. | 41  | |
| 12 août  | Austin-Emile Burke                    | Archevêque catholique canadien émérite de Halifax (Nouvelle-Écosse). | 89  | (en) |
| 14 août  | DJ Energy (de)                        | DJ suisse (né Roger Beglinger). | 37  | |
| 14 août  | Katerina Golubeva                     | Actrice d'origine russe. | 44  | |
| 14 août  | Sofia Gon's                           | Chanteuse franco-marocaine. | 25  | |
| 14 août  | Paul Reeves                           | Archevêque maori néozélandais anglican, primat (1980–1985), gouverneur général (de 1985 à 1990). | 78  | (en) |
| 14 août  | Friedrich Schoenfelder                | Acteur allemand | 94  | |
| 15 août  | Ángel Botta                           | Joueur et entraîneur de football argentin. | 85  | |
| 15 août  | Allain Leprest                        | Chanteur français. | 57  | |
| 15 août  | André Ruffet                          | Cycliste français. | 81  | |
| 15 août  | Rick Rypien                           | Joueur de hockey sur glace canadien. | 27  | |
| 16 août  | Andrej Bajuk                          | Homme politique slovène, président (2000), ministre des Finances (2004-2008). | 67  | (en) |
| 16 août  | Paul-Marie Lapointe                   | Poète et journaliste québécois. | 81  | |
| 16 août  | Bruno Monti                           | Coureur cycliste italien. | 80  | (nl) |
| 17 août  | Pierre Delachenal                     | Général de l'Armée de l'air française, premier commandant de la Patrouille de France en 1953. | 90  | |
| 17 août  | Michel Mohrt                          | Écrivain et essayiste français, membre de l'Académie française depuis 1985. | 97  | |
| 17 août  | Pierre Quinon                         | Perchiste français (Or aux JO de 1984). | 49  | |
| 18 août  | Simon De Jong                         | Homme politique canadien, d'origine indonésienne, député fédéral (1979-1997). | 69  | |
| 18 août  | Jean Tabary                           | Dessinateur français. | 81  | |
| 19 août  | Gil Courtemanche                      | Journaliste et écrivain québécois (Un dimanche à la piscine à Kigali). | 68  | |
| 19 août  | Janusz Kierzkowski                    | Coureur cycliste sur piste polonais | 64  | (en) |
| 19 août  | René La Borderie                      | Pédagogue français. | 76  | |
| 19 août  | Raoul Ruiz                            | Cinéaste chilien naturalisé français. | 70  | |
| 19 août  | Jimmy Sangster                        | Réalisateur et scénariste britannique. | 83  | |
| 19 août  | Vilem Sokol (en)                      | Chef d'orchestre et professeur américain de violon et d'alto, d'origine tchèque. | 96  | (en) |
| 19 août  | Paul Yonnet                           | Sociologue français des loisirs et des sports. | 63  | |
| 20 août  | Reza Badiyi                           | Réalisateur Irano-américain. | 81  | (en) |
| 20 août  | Angelo Maria Rivato (en)              | Évêque italien catholique émérite de Ponta de Pedras, dans l'État du Pará, au Brésil. | 86  | (en) |
| 21 août  | Patrick Guillemin                     | Acteur français. | 60  | |
| 21 août  | Abderrahim Harouchi                   | Médecin, chirurgien pédiatrique, et homme politique marocain, ministre à deux reprises. | 67  | |
| 22 août  | Nickolas Ashford                      | Auteur-compositeur-interprète américain faisant équipe avec sa femme, Valerie Simpson. | 69  | |
| 22 août  | Abdul Aziz Abdul Ghani                | Homme politique yéménite, premier ministre (1994-1997). | 72  | (en) |
| 22 août  | John Howard Davies                    | Acteur enfant britannique devenu réalisateur et producteur de télévision. | 72  | (en) |
| 22 août  | Jack Layton                           | Homme politique canadien, chef du Nouveau Parti démocratique et chef de l'opposition officielle à la Chambre des communes du Canada. | 61  | |
| 22 août  | Jerry Leiber                          | Parolier américain (Hound Dog). | 78  | |
| 22 août  | Loriot                                | Humoriste allemand. | 87  | |
| 23 août  | Paul Francis Duffy (en)               | Évêque catholique américain émérite de Mongu, en Zambie. | 79  | (en) |
| 23 août  | Georges Lévesque                      | Styliste québécois. | 59  | |
| 23 août  | Irène Pittelioen                      | Gymnaste française, vice-championne du monde en 1950. | 84  | |
| 24 août  | Mike Flanagan                         | Baseballeur américain (lanceur partant de 1975 à 1992, pour les Orioles, et les Blue Jays). | 59  | |
| 24 août  | Clemente Isnard (en)                  | Évêque catholique brésilien émérite de Nova Friburgo. | 94  | (en) |
| 24 août  | Parfait Jans                          | Homme politique français (député-maire PCF de Levallois-Perret, 1965-1983) et écrivain. | 85  | |
| 24 août  | Joyce McDougall                       | Psychanalyste née en Nouvelle-Zélande. | 91  | |
| 24 août  | Eugene Nida                           | Linguiste américain et ministre baptiste, traducteur de la Bible (selon sa théorie dite d'« équivalence dynamique ») et essayiste. | 96  | (en) |
| 24 août  | Étienne Taillemite                    | Archiviste et historien français de la marine. | 87  | ? |
| 24 août  | Fons Van Brandt                       | Footballeur belge. | 84  | |
| 26 août  | Aloysius Ambrozic                     | Cardinal slovéno-canadien catholique, archevêque émérite de Toronto. | 81  | (en) |
| 26 août  | George Band                           | Alpiniste britannique. | 82  | (en) |
| 27 août  | Heribert Barrera i Costa              | Scientifique et homme politique espagnol catalaniste, premier président du Parlement de Catalogne après le franquisme (1980-1984). | 93  | (es) |
| 27 août  | Stetson Kennedy                       | Folkloriste et écrivain américain. | 94  | (en) |
| 27 août  | Iya Savvina                           | Actrice russe (reçue « artiste du peuple de l'URSS »). | 75  | (ru) |
| 28 août  | Bruno Gamberini (pt)                  | Archevêque brésilien catholique de Campinas, État de São Paulo, Brésil. | 61  | (en) |
| 28 août  | Jean Monbourquette                    | Prêtre oblat et psychologue, essayiste, canadien québécois. | 78  | |
| 28 août  | Marthe Turgeon                        | Actrice québécoise. | 66  | |
| 29 août  | David "Honeyboy" Edwards              | Guitariste et chanteur américain de blues. | 96  | (en) |
| 29 août  | Josep Grau-Garriga                    | Artiste catalan. | 82  | |
| 29 août  | Barbara Issakides                     | Pianiste et résistante autrichienne au nazisme. | 97  | |
| 29 août  | Khamis Kadhafi                        | Militaire libyen. Fils de Mouammar Kadhafi. | 28  | |
| 29 août  | Junpei Takiguchi                      | Seiyū japonais (voix-off, narration, doublage). | 80  | (en) |
| 30 août  | João Carlos Batista Pinheiro          | Footballeur brésilien. | 79  | (pt) |
| 31 août  | Wade Belak                            | Joueur de hockey sur glace canadien. | 35  | |
| 31 août  | Abderrahman Mahjoub                   | Footballeur franco-marocain. | 82  | |
| 31 août  | Juchen Thupten Namgyal                | Premier ministre du gouvernement tibétain en exil. | 82  | (en) |
| 31 août  | Rosel Zech                            | Actrice allemande (Veronika Voss). | 69  | (en) |